# Henry Ludwig Geertz
Heinrich Ludwig Geertz, auch Henry Ludwig Geertz (* 19. Juli 1872 in Düsseldorf; † nach 1930), war ein deutscher Genre- und Porträtmaler der Düsseldorfer Schule.

## Leben

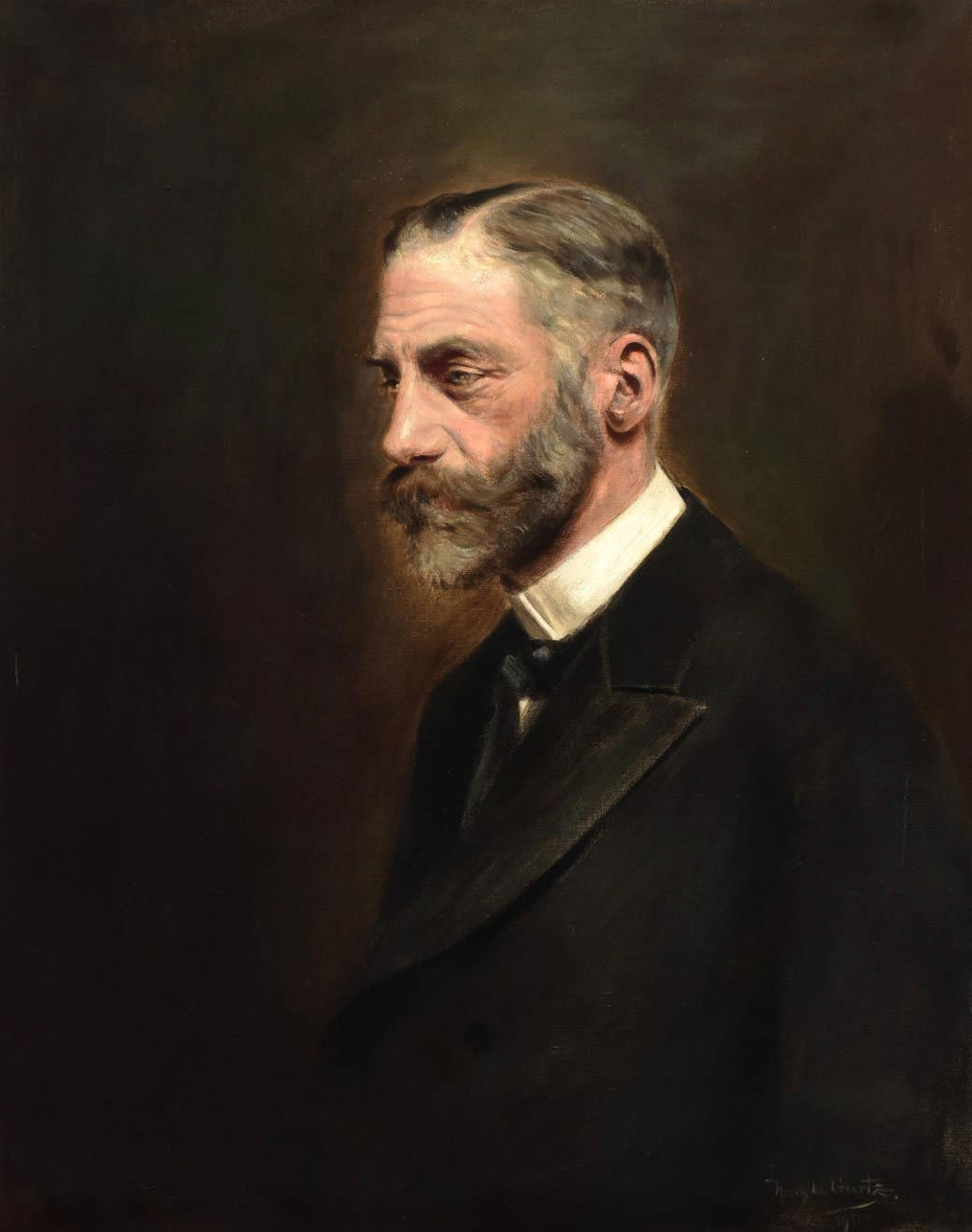
Werner von Melle, 1911

Heinrich Geertz wuchs als Sohn des Genre- und Porträtmalers Julius Geertz in Düsseldorf auf. Von 1888 bis 1894 studierte er unter Heinrich Lauenstein, Hugo Crola, Peter Janssen dem Älteren, Eduard von Gebhardt, Julius Roeting und Adolf Schill an der Kunstakademie Düsseldorf Malerei. Von 1895 bis zum Jahr 1900 lebte er in London. Dann zog er nach Frankfurt am Main, später nach Hamburg, wo er dem Hamburger Künstlerverein von 1832 angehörte.
Geertz schuf Genrebilder, später wandte er sich vornehmlich der Bildnismalerei zu. In Hamburg erhielt er Aufträge für Einzel- und Gruppenporträts, etwa für Bildnisse der Aufsichtsräte und Direktoren der Hamburg-Amerika-Linie und des Kuratoriums der Hamburgischen Wissenschaftlichen Stiftung für das Hamburgische Kolonialinstitut.